# Cinclus leucocephalus
Il merlo acquaiolo testabianca (Cinclus leucocephalus Tschudi, 1844), è un uccello passeriforme della famiglia dei Cinclidae.

## Etimologia
Il nome scientifico della specie, leucocephalus, deriva dal greco e significa "dalla testa bianca", in riferimento alla livrea di questi uccelli: il loro nome comune altro non è che la traduzione di quello scientifico.

## Descrizione

### Dimensioni
Misura 15-16,5 cm di lunghezza, per 38-59 g di peso.

### Aspetto

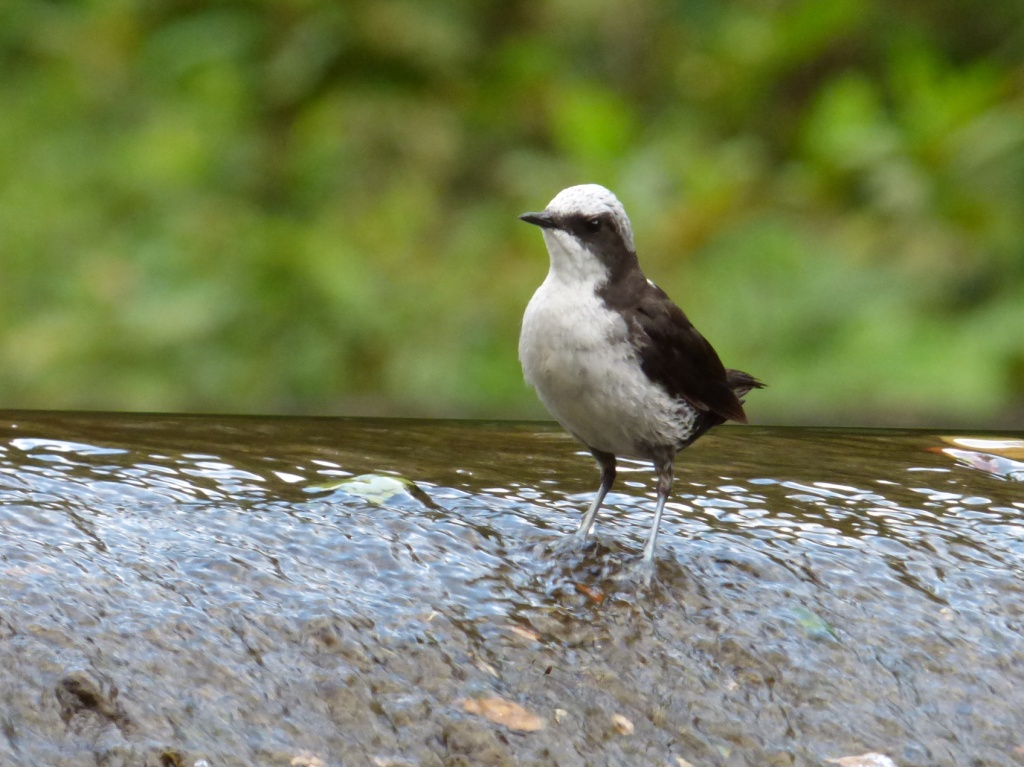
Esemplare ad Armenia.

Si tratta di uccelletti dall'aspetto tozzo e paffuto, con testa grande e rotonda che sembra incassata direttamente nel torso, becco sottile e appuntito, corte ali arrotondate e coda squadrata, con forti zampe dalle lunghe e robuste dita e dagli artigli ricurvi: nel complesso, il merlo acquaiolo americano ricorda molto gli altri merli acquaioli ed in particolare il merlo acquaiolo comune, dal quale può essere riconosciuto per la presenza di bianco anche sulla fronte.
Il piumaggio è di colore bianco su fronte, vertice, nuca, gola e petto, con una macchia bianca triangolare (col vertice rivolto verso la coda) al centro del dorso, fra le ali: dai lati del becco parte una banda bruno-nerastra che raggiunge gli occhi formando una mascherina, prolungandosi poi fino ai lati del collo, che sono anch'essi di colore bruno scuro, così come la restante parte del corpo, più scuro dorsalmente (con ali e coda che sono nerastre) e più chiara e di tonalità più calda ventralmente.
Il becco è nerastro, gli occhi sono di colore bruno scuro e le zampe sono di colore grigio-nerastro.

## Biologia

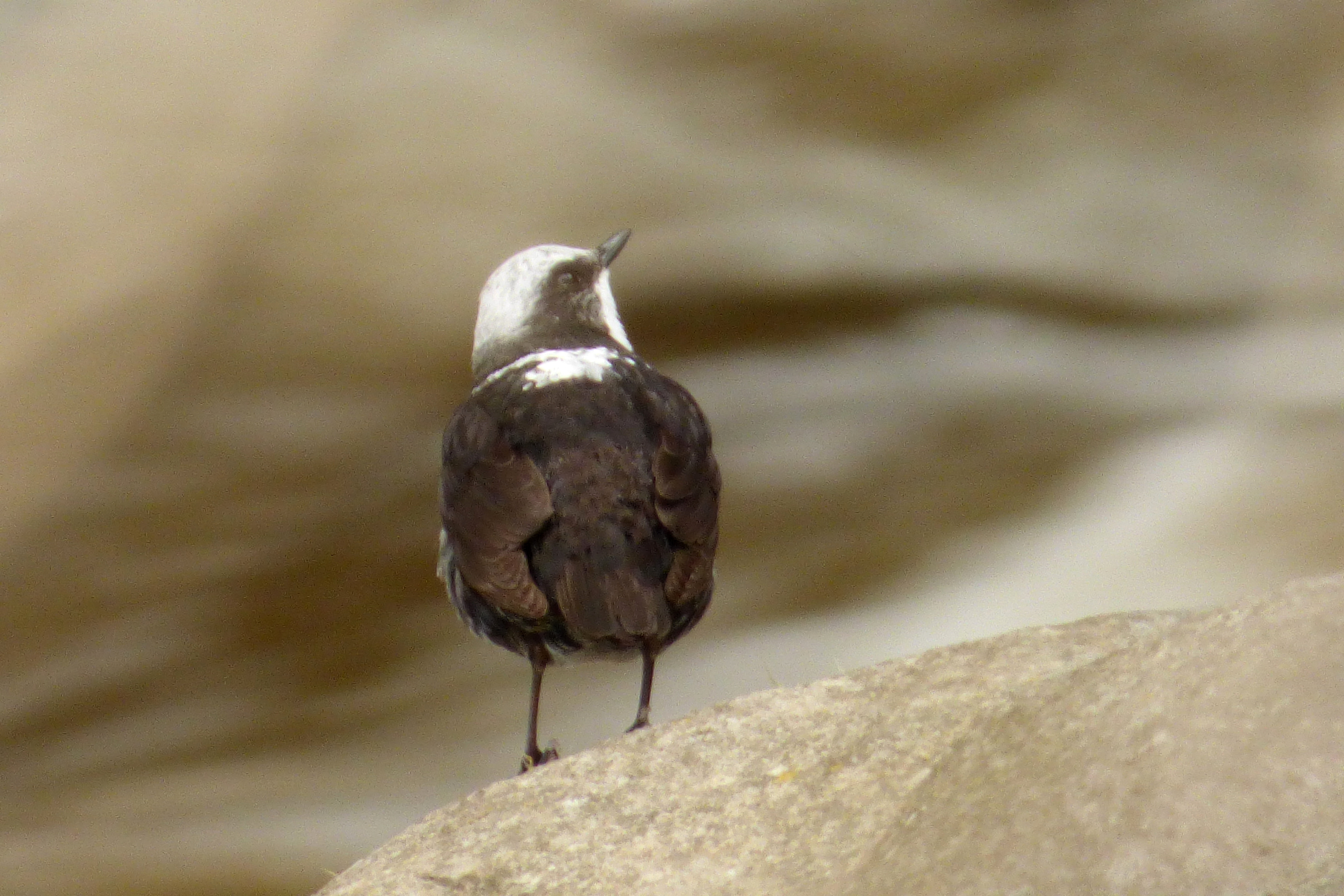
Esemplare in Colombia.

Il merlo acquaiolo testabianca è un uccello diurno molto vivace e scattante, che anche quando inattivo muove costantemente testa e coda dall'alto verso il basso, "annuendo" continuamente: pur essendo in genere solitari, questi uccelli durante il periodo degli amori vivono in coppie, e per qualche giorno anche in gruppetti familiari, quando i giovani non ancora del tutto indipendenti seguono i genitori nei loro spostamenti.
I richiami di questi uccelli sono corti, ronzanti ed acuti: durante il periodo degli amori, il maschio attira le femmine emettendo prolungati fischi.

### Alimentazione

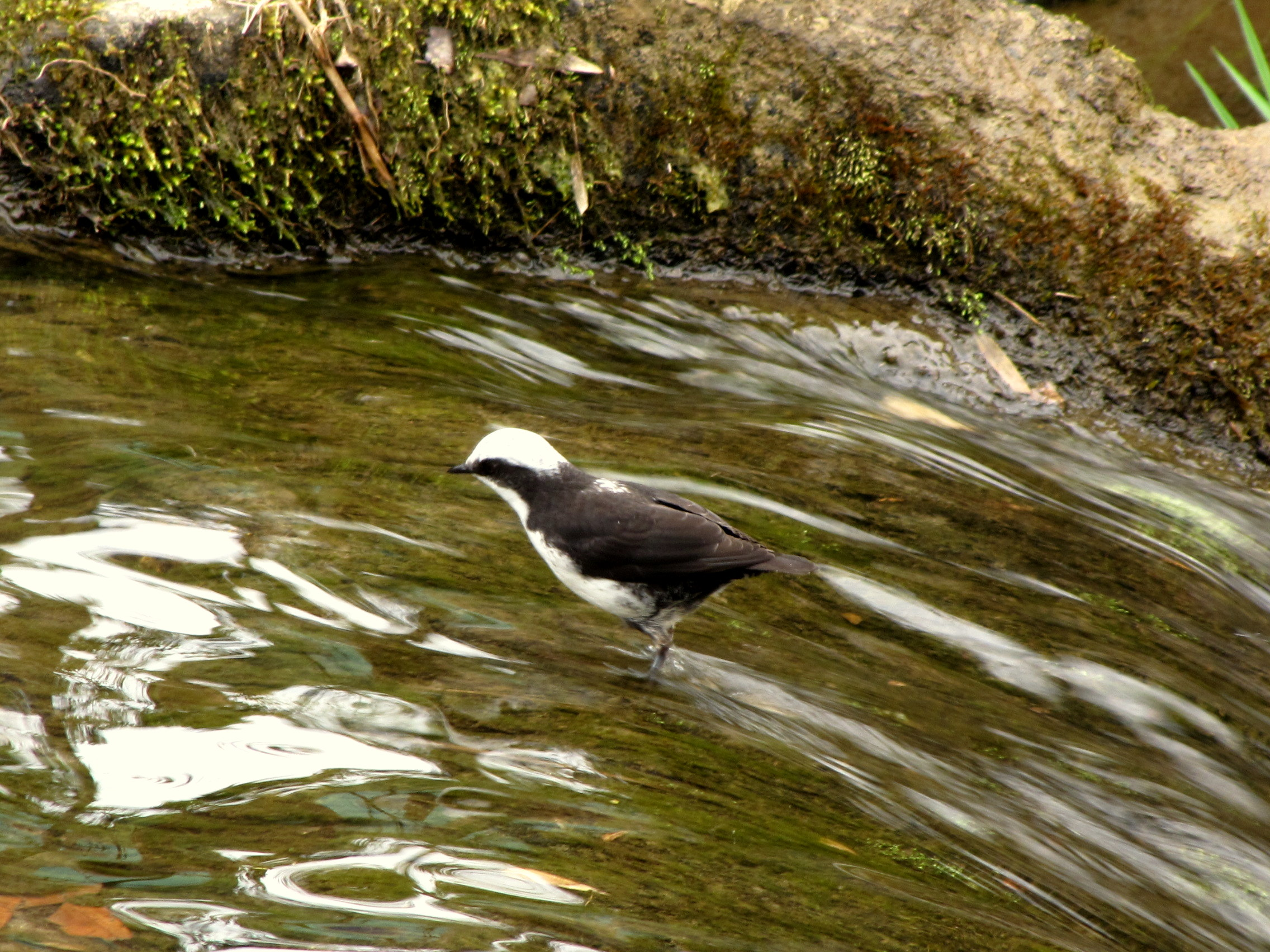
Esemplare cerca il cibo in natura.

Questo uccello è prettamente insettivoro, nutrendosi di larve e ninfe di simulidi, effimere e tricotteri, reperite immergendosi frequentemente nei fiumi ed ispezionando col becco sassi e detriti sommersi: il merlo acquaiolo testabianca si nutre inoltre di insetti ed altri piccoli invertebrati rinvenuti al suolo o sotto i sassi, nelle immediate vicinanze dei corsi d'acqua.

### Riproduzione
Si tratta di uccelli monogami, le cui coppie restano unite da febbraio a ottobre, salvo poi separarsi dopo aver portato avanti in genere una singola covata.
La femmina si occupa da sola della costruzione del nido (una palla di fibre vegetali situata sotto una roccia nelle immediate vicinanze dell'acqua, foderata nella sua parte inferiore interna di foglie morte), della cova delle 2-3 uova (che dura circa due settimane) e dell'allevamento dei nidiacei, che schiudono ciechi ed implumi, fino all'involo, che avviene a circa due settimane e mezzo di vita: a quel punto il maschio, che fino a quel momento è rimasto di guardia nei pressi del nido e si è occupato di reperire il cibo per sé e per la compagna, si occupa quasi da solo di allevare i nidiacei, che lo seguono ancora per una decina di giorni prima di rendersi indipendenti.

## Distribuzione e habitat

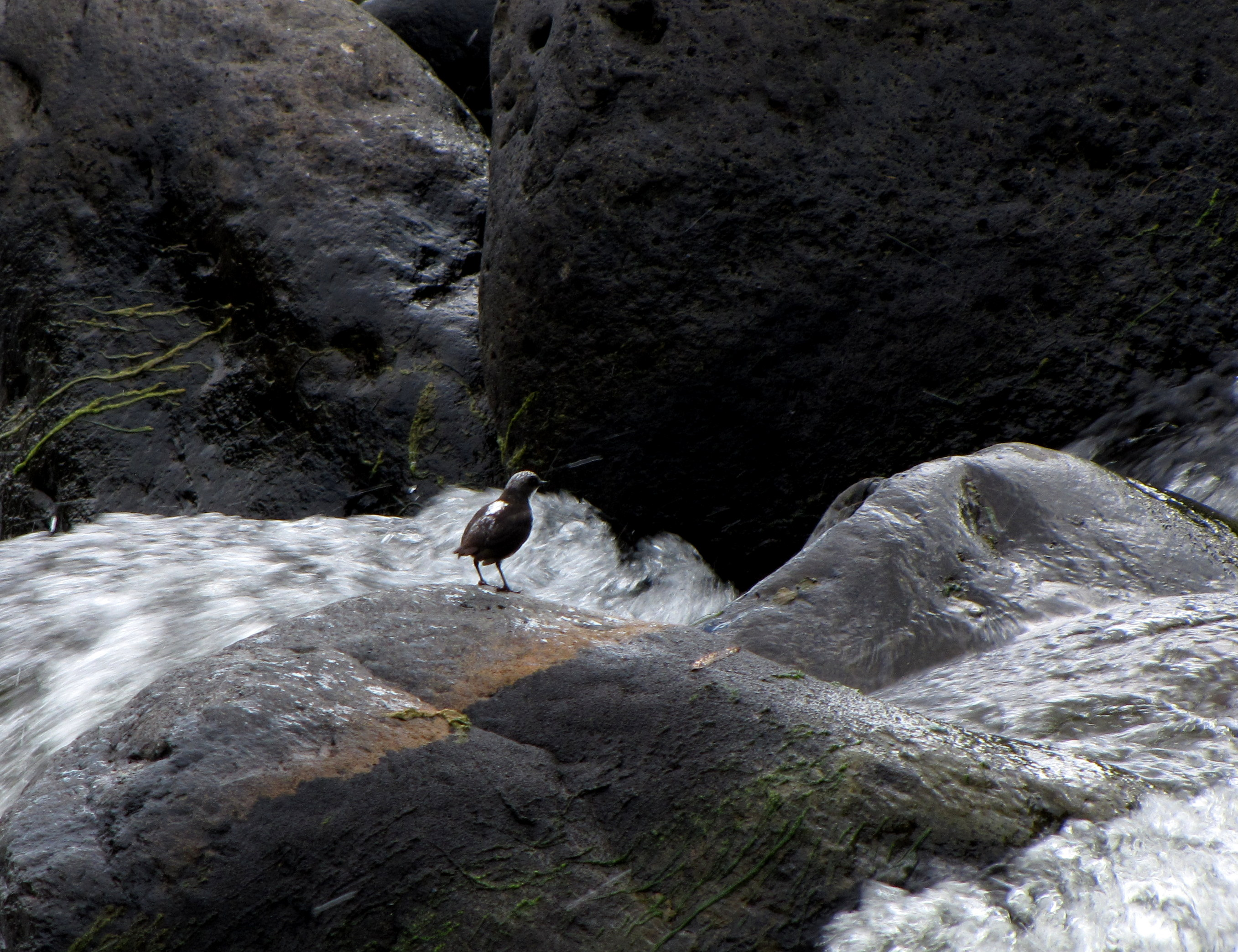
Esemplare ad Armenia.

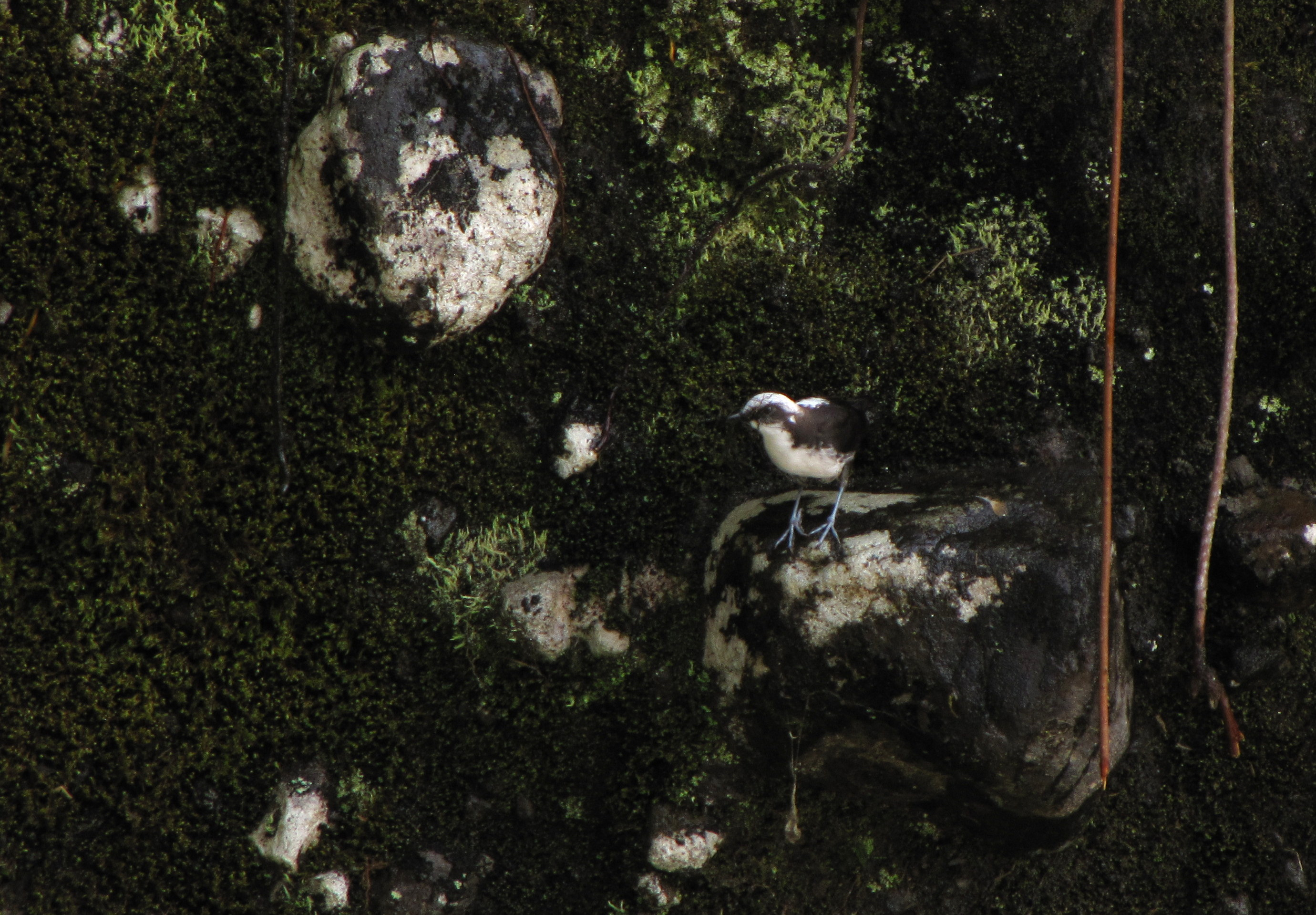
Esemplare in natura.

Il merlo acquaiolo testabianca è endemico del Sudamerica, del quale popola la Cordigliera delle Ande dal Venezuela (Cordillera de Mérida) a sud fino alla Bolivia centrale (area di Santa Cruz), attraverso Colombia, Ecuador e Perù.
Tendenzialmente residente, è probabile che le popolazioni più in quota scendano più a valle durante i mesi freddi, per sfuggire ai rigori dell'inverno.
L'habitat di questi uccelli è rappresentato dai ruscelli montani a corso veloce con acqua cristallina, possibilmente con fondale ghiaioso e presenza di massi affioranti, rapide e cascatelle.

## Tassonomia
Se ne riconoscono tre sottospecie:
- Cinclus leucocephalus leucocephalus Tschudi, 1844 - diffusa nella porzione meridionale dell'areale occupato dalla specie, a partire dal Perù;
- Cinclus leucocephalus leuconotus Sclater, 1858 - diffusa nella Sierra de Perijá e nelle Ande a sud fino all'Ecuador, dal bianco esteso fino a fianchi e dorso;
- Cinclus leucocephalus rivularis Bangs, 1899 - endemica della Sierra Nevada de Santa Marta, dalla livrea più tendente al grigiastro e con meno bianco golare;